# Louis-Joseph Grélet
Louis-Joseph Grélet (ur. 1870 w Vallans, zm. 25 stycznia 1945) – francuski ksiądz i mykolog.

## Życiorys
Uczęszczał do college’u Saint-Hilaire w Niort, a następnie w Poitiers. Poświęcił się kapłaństwu, ale był także nauczycielem matematyki. W 1895 roku został wikariuszem kościoła St-Jean-Baptiste w Châtellerault (w Wiedniu). Po nominacji na proboszcza parafii, porzucił nauczanie, ale w 1897 roku wznowił je.
W 1893 roku wstąpił do Towarzystwa Botanicznego w Deux-Sèvres i zaczął zbierać i katalogować rośliny, uczestnicząc w wycieczkach organizowanych przez Towarzystwo Botaniczne po departamentach Deux-Sèvres, Vienne i sąsiadujących departamentach. Wkrótce jednak porzucił rośliny i poświęcił się grzybom. W 1900 r. opublikował „Manuel du Mycologue amatorskie ou les champignons cometibles du Haut-Poitou” („Podręcznik mykologa amatora na temat grzybów jadalnych z Haut-Poitou”).
W 1901 roku został mianowany proboszczem Savigné, małego miasteczka w powiecie Vienne. Wówczas zaczął zajmować się grzybami z grupy Discomycetes, które do tej pory były mało badane przez mykologów. Jedynym znawcą tej dziedziny we Francji i jego rówieśnikiem, był Jean Louis Émile Boudier, z którym korespondował i współpracował. Współpracował także z André de Crozalsem i Marcelle Louise Fernande Le Gal. W 1912 został członkiem Société mycologique de France (Francuskie Towarzystwo Mykologiczne), a w 1927 jego wiceprezesem.
Po śmierci Boudiera w 1920 r. Grélet przez prawie 13 lat zajmował się zbieraniem i kolekcjonowaniem grzybów, a wyniki tych prac zaczął publikować w 1932 roku. II wojna światowa przerwała publikację twórczości Gréleta, którą wznowiono już po jego śmierci w czasopiśmie Revue mycologique.
W 1941 roku Grelet został mianowany przez biskupa Poitiers kanonikiem honorowym, a kilka lat później zmarł w wieku 75 lat. Jego zielnik grzybów znajduje się w Muzeum Historii Naturalnej w Paryżu.
W naukowych nazwach utworzonych przez niego taksonów dodawane jest jego nazwisko Grelet.